# C9orf72
چهارچوب خوانش باز شمارهٔ ۷۲ در کروموزوم ۹ (انگلیسی: Chromosome 9 open reading frame 72) یک پروتئین است که در انسان توسط ژن «C9orf72» کدگذاری می‌شود. این ژن بر روی بازوی کوتاه کروموزوم ۹ در چارچوب خوانش باز شمارهٔ ۷۲ (از جفت‌باز ۲۷٬۵۴۶٬۵۴۲ تا جفت‌باز ۲۷٬۵۷۳٬۸۶۳) و در جایگاه کروموزومی «9p21.2» واقع شده‌است.

## اهمیت بالینی
این پروتئین در بسیاری از نواحی مغز، در سیتوپلاسم نورون‌ها و همچنین فضای پیش‌سیناپسی یافت می‌شود. بیماری‌های مرتبط با جهش در این ژن توسط در جریان دو پژوهش مستقل در مایو کلینیک و مؤسسه ملی سلامت کشف و در اکتبر ۲۰۱۱ میلادی گزارش شد. جهش در این ژن سبب بروز نوع ارثی بیماری‌های «زوال عقل گیجگاهی-پیشانی» (FTD) و «اسکلروز جانبی آمیوتروفیک» (ALS) می‌شود.